# Coppa dei Campioni d'Africa 1994
La Coppa dei Campioni d'Africa 1994 è stata la trentesima edizione del massimo torneo calcistico africano per squadre di club maggiori maschili.

## Risultati

### Turno preliminare
| Squadra 1       | Totale | Squadra 2        | Andata | Ritorno |
| --------------- | ------ | ---------------- | ------ | ------- |
| EEPCO           | 5 - 4  | Kiyovu Sports    | 3 - 2  | 2 - 2   |
| Mighty Barrolle | a tav. | Semassi          | -      | -       |
| Lobatse Gunners | 5 - 3  | Chief Santos     | 2 - 0  | 3 - 3   |
| Saint-Pierroise | 6 - 2  | Mbabane Swallows | 4 - 0  | 2 - 2   |
| Sonader Ksar    | 2 - 0  | Académica do Sal | 2 - 0  | 0 - 0   |
| Postel 2000     | 0 - 3  | Tempête Mocaf    | 0 - 1  | 0 - 2   |

### Primo turno
| Squadra 1        | Totale          | Squadra 2          | Andata | Ritorno |
| ---------------- | --------------- | ------------------ | ------ | ------- |
| Kaloum Star      | 0 - 3           | Tempête Mocaf      | 1 - 0  | 0 - 3   |
| Al-Merrikh       | 0 - 2           | Simba              | 0 - 1  | 0 - 1   |
| Arsenal          | 1 - 5           | M. Sundowns        | 0 - 1  | 1 - 4   |
| Saint-Pierroise  | 3 - 4           | Costa do Sol       | 0 - 2  | 3 - 2   |
| East End Lions   | 2 - 2 (2-3 dcr) | Stade Malien       | 0 - 2  | 2 - 0   |
| Espérance        | 8 - 2           | Étoile Ouagadougou | 5 - 0  | 3 - 2   |
| Fire Brigade     | 2 - 3           | BTM Antananarivo   | 1 - 1  | 1 - 2   |
| Nkana            | a tav.          | Highlanders        | -      | -       |
| Iwuanyanwu       | 6 - 1           | Zumunta            | 3 - 0  | 3 - 1   |
| EEPCO            | 3 - 3 (gfc)     | Gor Mahia          | 0 - 2  | 1 - 3   |
| Racing Bafoussam | a tav.          | Dragons            | -      | -       |
| MC Oran          | 4 - 2           | Sonader Ksar       | 4 - 0  | 0 - 2   |
| Vita Club        | 6 - 1           | Lobatse Gunners    | 5 - 0  | 1 - 1   |
| Petro Atlético   | 1 - 2           | Sogara             | 0 - 0  | 1 - 2   |
| Wydad Casablanca | 6 - 3           | Semassi            | 6 - 1  | 0 - 3   |
| Zamalek          | a tav.          | Express            | -      | -       |

### Secondo turno
| Squadra 1        | Totale      | Squadra 2        | Andata | Ritorno |
| ---------------- | ----------- | ---------------- | ------ | ------- |
| Nkana            | 2 - 1       | Costa do Sol     | 0 - 1  | 2 - 0   |
| Zamalek          | 1 - 5       | Gor Mahia        | 1 - 1  | 2 - 1   |
| Iwuanyanwu       | 4 - 4 (gfc) | Racing Bafoussam | 1 - 2  | 3 - 2   |
| Vita Club        | 4 - 4 (gfc) | M. Sundowns      | 2 - 1  | 2 - 3   |
| Simba            | 1 - 0       | BTM Antananarivo | 1 - 0  | 0 - 0   |
| Stade Malien     | 0 - 4       | Espérance        | 0 - 1  | 0 - 3   |
| MC Oran          | 10 - 4      | Tempête Mocaf    | 7 - 4  | 3 - 0   |
| Wydad Casablanca | 0 - 3       | Sogara           | 0 - 1  | 0 - 2   |

### Quarti di finale
| Squadra 1 | Totale | Squadra 2  | Andata | Ritorno |
| --------- | ------ | ---------- | ------ | ------- |
| Zamalek   | 3 - 2  | Sogara     | 1 - 0  | 2 - 2   |
| Vita Club | a tav. | MC Oran    | -      | -       |
| Nkana     | 4 - 3  | Simba      | 4 - 1  | 0 - 2   |
| Espérance | 4 - 1  | Iwuanyanwu | 3 - 0  | 1 - 1   |

### Semifinali
| Squadra 1 | Totale | Squadra 2 | Andata | Ritorno |
| --------- | ------ | --------- | ------ | ------- |
| Espérance | 5 - 3  | MC Oran   | 3 - 1  | 2 - 2   |
| Zamalek   | 2 - 1  | Nkana     | 2 - 0  | 0 - 1   |

### Finale

#### Andata
| Il Cairo 4 dicembre 1994 | Zamalek | 0 – 0 | Espérance | Stadio Internazionale del Cairo (90 000 spett.)\| Arbitro: \| Yengo \| |
| Arbitro:                 | Yengo   |       |           |                                                                        |

#### Ritorno
| Arbitro: | Kee Chong |

|                                        |           |           |
| Berkhissa 16’, 62’ Ben Neji 50’ (rig.) | Marcatori | 87’ Nssar |